# Diocesi di Rusicade
La diocesi di Rusicade (in latino Dioecesis Rusicadensis) è una sede soppressa e sede titolare della Chiesa cattolica.

## Storia
Rusicade, identificabile con Skikda nell'odierna Algeria, è un'antica sede episcopale della provincia romana di Numidia.
Diversi sono i vescovi conosciuti di questa diocesi africana. Verulo partecipò al concilio di Cartagine convocato il 1º settembre 256 da san Cipriano per discutere della questione relativa alla validità del battesimo amministrato dagli eretici, e figura al 70º posto nelle Sententiae episcoporum.
Vittore era presente al concilio di Cirta il 5 marzo 305, dove fu accusato di aver bruciato i libri sacri durante la persecuzione del 303; nel 311/312 fece parte del gruppo dei 70 vescovi dissidenti che si opposero all'elezione di Ceciliano di Cartagine e sostennero la nomina del donatista Maggiorino.
Gli scavi archeologici hanno riportato alla luce i resti di una basilica dedicata alla martire Digna, fatta costruire, come riporta la lapide dedicatoria, dal vescovo Navigio verso la fine del IV secolo.
Alla conferenza di Cartagine del 411, che vide riuniti assieme i vescovi cattolici e donatisti dell'Africa romana, presero parte il cattolico Faustiniano e il donatista Iuniore. È probabile che Faustiniano sia da identificare con l'omonimo vescovo, indicato senza la sede di appartenenza nelle sottoscrizioni del concilio antipelagiano celebrato a Milevi nel 416.
A questa sede viene assegnato anche il vescovo Quintiliano, destinatario, verso il 425, di una lettera di sant'Agostino, e a cui il santo raccomanda una nobile vedova, Galla, e sua figlia, Simpliciola. Nella lettera non è riportata la sede vescovile di Quintiliano, ma la famiglia a cui appartenevano le due donne era una delle più importanti di Rusicade.
Ultimo vescovo noto di Rusicade è Eusebio, il cui nome figura al 30º posto nella lista dei vescovi della Numidia convocati a Cartagine dal re vandalo Unerico nel 484; Eusebio, come tutti gli altri vescovi cattolici africani, fu condannato all'esilio.
Dal XIX secolo Rusicade è annoverata tra le sedi vescovili titolari della Chiesa cattolica; dal 5 marzo 2019 il vescovo titolare è Alejandro Dumbrigue Aclan, vescovo ausiliare di Los Angeles.

## Cronotassi

### Vescovi residenti
- Verulo † (menzionato nel 256)
  - Vittore † (prima del 303 - dopo il 311/312) (vescovo donatista)
- Navigio † (fine IV secolo)
- Faustiniano † (prima del 411 - dopo il 416 ?)
  - Iuniore † (menzionato nel 411) (vescovo donatista)
- Quintiliano † (menzionato nel 425 circa)
- Eusebio † (menzionato nel 484)

### Vescovi titolari
- Augustin Prosper Hacquard, M.Afr. † (19 gennaio 1898 - 4 aprile 1901 deceduto)
- Augustin-Léopold Huys, M.Afr. † (16 marzo 1909 - 8 ottobre 1938 deceduto)
- William Aloysius Rice, S.I. † (19 novembre 1938 - 4 marzo 1946 deceduto)
- Edoardo Mason, M.C.C.I. † (8 maggio 1947 - 15 marzo 1989 deceduto)
- Dominic Carmon, S.V.D. † (16 dicembre 1992 - 11 novembre 2018 deceduto)
- Alejandro Dumbrigue Aclan, dal 5 marzo 2019